# Xã Highland, Quận Oregon, Missouri
Xã Highland (tiếng Anh: Highland Township) là một xã thuộc quận Oregon, tiểu bang Missouri, Hoa Kỳ. Năm 2010, dân số của xã này là 475 người.